# Martin Taupau

a Compétitions nationales et continentales officielles uniquement.

b Matchs officiels uniquement.
Martin Taupau, né le 3 février 1990 à Auckland (Nouvelle-Zélande), est un joueur de rugby à XIII néo-zélandais d'origine samoane évoluant au poste de pilier, de troisième ligne ou de deuxième ligne. Il fait ses débuts en National Rugby League (« NRL ») avec les Bulldogs de Canterbury-Bankstown lors de la saison 2010, franchise avec laquelle il atteint la finale de la NRL en 2012 (sans disputer cette dernière). Par la suite il s'engage deux ans en 2014 aux Tigers de Wests puis en 2016 aux Sea Eagles de Manly-Warringah. Il a revêtu également le maillot des Samoa en 2013 puis à partir de 2014 le maillot de la Nouvelle-Zélande avec laquelle il a remporté le Tournoi des Quatre Nations 2014.

## Palmarès
- Collectif :
  - Vainqueur du Tournoi des Quatre Nations : 2014 (Nouvelle-Zélande).
  - Finaliste de la Coupe du monde : 2021 (Samoa).
  - Finaliste du Tournoi des Quatre Nations : 2016 (Nouvelle-Zélande).
  - Finaliste de la National Rugby League : 2012 (Bulldogs de Canterburry-Bankstown).

### En sélection

#### Quatre Nations
| Édition             | Rang      | Résultats pays | Résultats Taupau | Matchs Taupau |
| ------------------- | --------- | -------------- | ---------------- | ------------- |
| Quatre Nations 2014 | Vainqueur | 4 v, 0 n, 0 d  | 4 v, 0 n, 0 d    | 4/4           |

Légende : v = victoire ; n = match nul ; d = défaite.

### En club

#### Statistiques
| Saison | Club                          | Compétition           | Matchs | Points | Essais | Goals | Drops |
| ------ | ----------------------------- | --------------------- | ------ | ------ | ------ | ----- | ----- |
| 2010   | Canterbury-Bankstown Bulldogs | National Rugby League | 1      | 0      | 0      | 0     | 0     |
| 2011   | Canterbury-Bankstown Bulldogs | National Rugby League | 3      | 0      | 0      | 0     | 0     |
| 2012   | Canterbury-Bankstown Bulldogs | National Rugby League | 6      | 4      | 1      | 0     | 0     |
| 2013   | Canterbury-Bankstown Bulldogs | National Rugby League | 11     | 0      | 0      | 0     | 0     |
| 2014   | Wests Tigers                  | National Rugby League | 24     | 12     | 3      | 0     | 0     |
| 2015   | Wests Tigers                  | National Rugby League | 21     | 16     | 4      | 0     | 0     |
| 2016   | Manly-Warringah Sea Eagles    | National Rugby League | 20     | 12     | 3      | 0     | 0     |
| 2017   | Manly-Warringah Sea Eagles    | National Rugby League | 22     | 4      | 1      | 0     | 0     |
| 2018   | Manly-Warringah Sea Eagles    | National Rugby League | 24     | 0      | 0      | 0     | 0     |
| 2019   | Manly-Warringah Sea Eagles    | National Rugby League | 25     | 8      | 2      | 0     | 0     |
| Total  | Total                         | Total                 | 157    | 56     | 14     | 0     | 0     |